# Campeonato Paranaense de Futebol de 2023
O Campeonato Paranaense de Futebol de 2023 foi a 109.ª edição do Campeonato Paranaense de Futebol, a principal divisão do futebol paranaense que é organizada e realizada pela Federação Paranaense de Futebol (FPF).
No dia 11 de Novembro de 2022, o Departamento de Competições da Federação Paranaense de Futebol publicou a Tabela e o Regulamento Específico do Campeonato Paranaense de Futebol Profissional da Primeira Divisão de 2023. Nestes documentos constam que o certame se iniciará no dia 14 de Janeiro de 2023 e se encerrará no dia 09 de Abril de 2023.

## Regulamento[1]
O campeonato foi disputado em quatro fases (Primeira Fase, Quartas de Final, Semifinais e Final), entre os dias 14 de Janeiro e 09 de Abril de 2023.

### Primeira Fase
Na Primeira Fase do campeonato as 12 equipes participantes se enfrentam em turno único, de 11 rodadas, classificando-se para a próxima etapa os 8 melhores posicionados;

### Rebaixamento
Os 2 últimos colocados da Primeira Fase (11º e 12º colocados) Foz do Iguaçu e Rio Branco-PR , foram rebaixados para a Segunda Divisão de 2024;

### Quartas de Final (2º Fase)
Com os 8 times classificados da Primeira Fase, serão formados quatro grupos  para a definição dos confrontos que serão realizados em 2 jogos (ida e volta). A distribuição dos confrontos nos grupos serão da seguinte forma: Grupo A (1º colocado x 8º colocado); Grupo B (2º colocado x 7º colocado); Grupo C (3º colocado x 6º colocado) e Grupo D (4º colocado x 5º colocado). Os clubes de melhor campanha terão o mando de campo no jogo da volta. Os quatro vencedores dos confrontos estarão classificados para as semifinais. Caso haja empate na soma de pontos, o primeiro critério será o saldo de gols, persistindo a igualdade, será decidido em tiros livres diretos.

### Semifinais (3º Fase)
Com os 4 times vencedores das quartas de final, serão formados 2 grupos para a definição dos confrontos que serão realizados em 2 jogos (ida e volta). A distribuição dos confrontos nos grupos serão da seguinte forma: Grupo E (Vencedor do Grupo A x Vencedor do Grupo D); Grupo F (Vencedor do Grupo B x Vencedor do Grupo C). O mando de campo no jogo da volta será decidido de acordo com o clube que obtiver melhor campanha somadas as duas fases anteriores (Primeira Fase e Segunda Fase). Os dois vencedores dos confrontos estarão classificados para a Final (4º Fase). Caso haja empate na soma de pontos, o primeiro critério será o saldo de gols, persistindo a igualdade, será decidido em tiros livres diretos.

### Finais (4º Fase)
Na Final, será formado o Grupo G, composto pelos clubes vencedores dos Grupos E e F. O mando de campo na partida de volta será do time que tiver a melhor campanha somadas as três fases anteriores. Será considerado CAMPEÃO o clube que somar maior quantidade de pontos nas duas partidas, considerando os resultados desta fase. Caso haja igualdade de pontos, o primeiro critério de desempate será o saldo de gols, persistindo o empate, o confronto será definido em tiros livres diretos.

## Participantes
| Clube         | Cidade               | Em 2022                    | Estádio           | Capacidade | Títulos             | Participações |
| ------------- | -------------------- | -------------------------- | ----------------- | ---------- | ------------------- | ------------- |
| Aruko SB      | Maringá              | 2º Lugar (2º Divisão 2022) | Willie Davids     | 21.000     | 0 (não possui)      | Estreante     |
| Athletico-PR  | Curitiba             | 4º Lugar                   | Arena da Baixada  | 42.372     | 26 (último em 2020) | 89            |
| Azuriz        | Pato Branco          | 10º Lugar                  | Os Pioneiros      | 1.500      | 0 (não possui)      | 02            |
| Cianorte      | Cianorte             | 8º Lugar                   | Albino Turbay     | 3.000      | 0 (não possui)      | 18            |
| Coritiba      | Curitiba             | 1º Lugar                   | Couto Pereira     | 40.512     | 39 (último em 2022) | 99            |
| FC Cascavel   | Cascavel             | 7º Lugar                   | Olímpico Regional | 28.125     | 0 (não possui)      | 09            |
| Foz do Iguaçu | Foz do Iguaçu        | 1º Lugar (2º Divisão 2022) | Estádio do ABC    | 6.969      | 0 (não possui)      | 07            |
| Londrina      | Londrina             | 5º Lugar                   | Estádio do Café   | 30.000     | 5 (último em 2021)  | 49            |
| Maringá       | Maringá              | 2º Lugar                   | Willie Davids     | 21.000     | 0 (não possui)      | 08            |
| Operário      | Ponta Grossa         | 3º Lugar                   | Germano Krüger    | 10.632     | 1 (último em 2015)  | 51            |
| Rio Branco    | Paranaguá            | 9º Lugar                   | Estradinha        | 4.500      | 0 (não possui)      | 54            |
| São-Joseense  | São José dos Pinhais | 6º Lugar                   | Estádio do Pinhão | 4.047      | 0 (não possui)      | 01            |

## Primeira fase

### Classificação
| Pos | Equipes              | Pts | J  | V  | E | D  | GP | GC | SG  | %  | Zona de classificação                     |
| --- | -------------------- | --- | -- | -- | - | -- | -- | -- | --- | -- | ----------------------------------------- |
| 1   | Athletico Paranaense | 31  | 11 | 10 | 1 | 0  | 25 | 6  | +19 | 94 | Zona de classificação para a Segunda Fase |
| 2   | Operário-PR          | 25  | 11 | 8  | 1 | 2  | 20 | 10 | +10 | 76 | Zona de classificação para a Segunda Fase |
| 3   | Coritiba             | 22  | 11 | 6  | 4 | 1  | 13 | 7  | +6  | 67 | Zona de classificação para a Segunda Fase |
| 4   | Maringá              | 21  | 11 | 6  | 3 | 2  | 20 | 9  | +11 | 64 | Zona de classificação para a Segunda Fase |
| 5   | Cianorte             | 16  | 11 | 5  | 1 | 5  | 14 | 14 | 0   | 48 | Zona de classificação para a Segunda Fase |
| 6   | FC Cascavel          | 15  | 11 | 4  | 3 | 4  | 13 | 12 | +1  | 45 | Zona de classificação para a Segunda Fase |
| 7   | Aruko                | 13  | 11 | 3  | 4 | 4  | 10 | 10 | 0   | 39 | Zona de classificação para a Segunda Fase |
| 8   | São Joseense         | 12  | 11 | 3  | 3 | 5  | 15 | 15 | 0   | 36 | Zona de classificação para a Segunda Fase |
| 9   | Azuriz               | 11  | 11 | 2  | 5 | 4  | 14 | 20 | –6  | 33 |                                           |
| 10  | Londrina             | 10  | 11 | 2  | 4 | 5  | 9  | 11 | –2  | 30 |                                           |
| 11  | Rio Branco-PR        | 4   | 11 | 1  | 1 | 9  | 3  | 22 | –19 | 12 | Rebaixados para a Segunda Divisão 2024    |
| 12  | Foz do Iguaçu        | 3   | 11 | 1  | 0 | 10 | 7  | 27 | –20 | 9  | Rebaixados para a Segunda Divisão 2024    |

## Segunda Fase

### Fase final
Em itálico, os times que possuem o mando de campo no primeiro jogo do confronto e em negrito os times classificados.
|  | Quartas de final     | Quartas de final | Quartas de final | Quartas de final |       |                      | Semifinais       | Semifinais       | Semifinais       | Semifinais       |  |                      | Final          | Final          | Final          | Final          |  |  |
|  | 4 a 12 de março      | 4 a 12 de março  | 4 a 12 de março  | 4 a 12 de março  |       |                      | 18 a 26 de março | 18 a 26 de março | 18 a 26 de março | 18 a 26 de março |  |                      | 1 a 9 de abril | 1 a 9 de abril | 1 a 9 de abril | 1 a 9 de abril |  |  |
|  |                      |                  |                  |                  |       |                      |                  |                  |                  |                  |  |                      |                |                |                |                |  |  |
|  | Athletico Paranaense | 5                | 4                | 9                |       |                      |                  |                  |                  |                  |  |                      |                |                |                |                |  |  |
|  | São Joseense         | 2                | 0                | 2                |       |                      |                  |                  |                  |                  |  |                      |                |                |                |                |  |  |
|  | São Joseense         | 2                | 0                | 2                |       | Athletico Paranaense | 2                | 1                | 3                |                  |  |                      |                |                |                |                |  |  |
|  |                      |                  |                  |                  |       | Athletico Paranaense | 2                | 1                | 3                |                  |  |                      |                |                |                |                |  |  |
|  |                      | Maringá          | 0                | 0                | 0     |                      |                  |                  |                  |                  |  |                      |                |                |                |                |  |  |
|  | Maringá              | Maringá          | 0                | 0                | 0     | 0                    | 2                | 2                |                  |                  |  |                      |                |                |                |                |  |  |
|  | Maringá              |                  |                  |                  |       | 0                    | 2                | 2                |                  |                  |  |                      |                |                |                |                |  |  |
|  | Cianorte             | 1                | 0                | 1                |       |                      |                  |                  |                  |                  |  |                      |                |                |                |                |  |  |
|  | Cianorte             | 1                | 0                | 1                |       |                      |                  |                  |                  |                  |  | Athletico Paranaense | 2              | 0              | 2              |                |  |  |
|  |                      |                  |                  |                  |       |                      |                  |                  |                  |                  |  | Athletico Paranaense | 2              | 0              | 2              |                |  |  |
|  |                      | FC Cascavel      | 1                | 0                | 1     |                      |                  |                  |                  |                  |  |                      |                |                |                |                |  |  |
|  | Operário-PR          | FC Cascavel      | 1                | 0                | 1     | 2                    | 3                | 5                |                  |                  |  |                      |                |                |                |                |  |  |
|  | Operário-PR          |                  |                  |                  |       | 2                    | 3                | 5                |                  |                  |  |                      |                |                |                |                |  |  |
|  | Aruko                | 1                | 0                | 1                |       |                      |                  |                  |                  |                  |  |                      |                |                |                |                |  |  |
|  | Aruko                | 1                | 0                | 1                |       | Operário-PR          | 1                | 1                | 2 (5)            |                  |  |                      |                |                |                |                |  |  |
|  |                      |                  |                  |                  |       | Operário-PR          | 1                | 1                | 2 (5)            |                  |  |                      |                |                |                |                |  |  |
|  |                      | FC Cascavel      | 2                | 0                | 2 (6) |                      |                  |                  |                  |                  |  |                      |                |                |                |                |  |  |
|  | Coritiba             | FC Cascavel      | 2                | 0                | 2 (6) | 1                    | 0                | 1                |                  |                  |  |                      |                |                |                |                |  |  |
|  | Coritiba             |                  |                  |                  |       | 1                    | 0                | 1                |                  |                  |  |                      |                |                |                |                |  |  |
|  | FC Cascavel          | 3                | 0                | 3                |       |                      |                  |                  |                  |                  |  |                      |                |                |                |                |  |  |

## Público
Maiores Públicos
Estes são os dez maiores públicos pagantes do campeonato, sem considerar as partidas com portões fechados: 
| N.º | Público | Mandante             | Placar | Visitante            | Estádio           | Data            | Rodada    | Ref.   |
| --- | ------- | -------------------- | ------ | -------------------- | ----------------- | --------------- | --------- | ------ |
| 1   | 33 570  | Athletico Paranaense | 0–0    | FC Cascavel          | Arena da Baixada  | 9 de abril      | Final     | [ 2 ]  |
| 2   | 29 057  | Athletico Paranaense | 1–1    | Coritiba             | Arena da Baixada  | 5 de fevereiro  | 7ª        | [ 3 ]  |
| 3   | 24 957  | FC Cascavel          | 1–2    | Athletico Paranaense | Olímpico Regional | 1 de abril      | Final     | [ 4 ]  |
| 4   | 23 338  | Coritiba             | 1–0    | Rio Branco-PR        | Couto Pereira     | 22 de janeiro   | 3ª        | [ 5 ]  |
| 5   | 22 374  | Coritiba             | 2–2    | Azuriz               | Couto Pereira     | 29 de janeiro   | 5ª        | [ 6 ]  |
| 6   | 21 984  | Coritiba             | 0–0    | São Joseense         | Couto Pereira     | 12 de fevereiro | 9ª        | [ 7 ]  |
| 7   | 21 868  | Athletico Paranaense | 1–0    | Maringá              | Arena da Baixada  | 26 de março     | Semifinal | [ 8 ]  |
| 8   | 18 263  | Coritiba             | 0–0    | FC Cascavel          | Couto Pereira     | 11 de março     | Quartas   | [ 9 ]  |
| 9   | 17 896  | Coritiba             | 3–1    | Cianorte             | Couto Pereira     | 2 de fevereiro  | 6ª        | [ 10 ] |
| 10  | 17 248  | Coritiba             | 1–0    | Londrina             | Couto Pereira     | 15 de fevereiro | 10ª       | [ 11 ] |

Menores Públicos
Estes são os dez menores públicos pagantes do campeonato, sem considerar as partidas com portões fechados: 
| N.º | Público | Mandante      | Placar | Visitante     | Estádio           | Data            | Rodada     | Ref.   |
| --- | ------- | ------------- | ------ | ------------- | ----------------- | --------------- | ---------- | ------ |
| 1   | 145     | Foz do Iguaçu | 0–2    | Operário-PR   | Estádio do ABC    | 15 de fevereiro | 10ª Rodada | [ 12 ] |
| 2   | 252     | Foz do Iguaçu | 1–0    | Aruko         | Estádio do ABC    | 21 de janeiro   | 3ª Rodada  | [ 13 ] |
| 3   | 320     | Foz do Iguaçu | 2–5    | São Joseense  | Estádio do ABC    | 31 de janeiro   | 6ª Rodada  | [ 14 ] |
| 4   | 412     | São Joseense  | 1–2    | Cianorte      | Estádio do Pinhão | 18 de janeiro   | 2ª Rodada  | [ 15 ] |
| 5   | 421     | Londrina      | 0–1    | FC Cascavel   | Estádio do Café   | 18 de janeiro   | 2ª Rodada  | [ 16 ] |
| 6   | 425     | São Joseense  | 1–1    | Aruko         | Estádio do Pinhão | 8 de fevereiro  | 8ª Rodada  | [ 17 ] |
| 7   | 448     | Foz do Iguaçu | 1–3    | Londrina      | Estádio do ABC    | 9 de fevereiro  | 8ª Rodada  | [ 18 ] |
| 8   | 453     | São Joseense  | 2–0    | Rio Branco-PR | Estádio do Pinhão | 16 de fevereiro | 10ª Rodada | [ 19 ] |
| 9   | 482     | Rio Branco-PR | 0–1    | FC Cascavel   | Estradinha        | 28 de janeiro   | 5ª Rodada  | [ 20 ] |
| 10  | 507     | Azuriz        | 2–0    | Foz do Iguaçu | Os Pioneiros      | 12 de fevereiro | 9ª Rodada  | [ 21 ] |

Médias de público
Estas são as médias de público dos clubes no campeonato. Considera-se apenas os jogos da equipe como mandante e o público pagante:
| Pos.  | Time                 | Média  | Total   | Mandos | Maior  | Menor  |
| ----- | -------------------- | ------ | ------- | ------ | ------ | ------ |
| 1     | Athletico Paranaense | 19 345 | 135 414 | 7      | 33 570 | 10 263 |
| 2     | Coritiba             | 17 480 | 122 357 | 7      | 23 338 | 1 254  |
| 3     | Maringá              | 6 511  | 45 580  | 7      | 12 915 | 3 981  |
| 4     | FC Cascavel          | 5 740  | 45 919  | 8      | 24 957 | 1 066  |
| 5     | Operário-PR          | 4 531  | 36 248  | 8      | 8 248  | 1 919  |
| 6     | Aruko                | 1 877  | 11 263  | 6      | 3 639  | 811    |
| 7     | Cianorte             | 1 487  | 8 923   | 6      | 2 463  | 758    |
| 8     | Rio Branco-PR        | 1 485  | 7 426   | 5      | 4 059  | 482    |
| 9     | São Joseense         | 1 306  | 9 140   | 7      | 3 460  | 412    |
| 10    | Londrina             | 895    | 5 370   | 6      | 1 301  | 421    |
| 11    | Azuriz               | 758    | 3 788   | 5      | 944    | 507    |
| 12    | Foz do Iguaçu        | 675    | 3 377   | 5      | 2 212  | 145    |
| Total | Total                | 5 647  | 434 805 | 77     | 33 570 | 145    |